# Bernhard Frank (SS-Mitglied)
Bernhard Frank (* 15. Juli 1913 in Frankfurt am Main; † 2011) war ein deutscher Volkskundler, SS-Obersturmbannführer und der letzte Kommandant von Adolf Hitlers Regierungssitz in Obersalzberg.

## Leben
Einer Frankfurter Kaufmannsfamilie entstammend, legte Frank 1932 das Abitur an der Helmholtz-Oberrealschule seiner Heimatstadt ab. Anschließend nahm er ein Germanistik- und Philosophie-Studium an der Frankfurter Universität auf, wechselte jedoch nach einem Semester zu Volkswirtschaft.
Nach der Machtübertragung an die Nationalsozialisten trat Frank am 30. Mai 1933 in den SS-Studentensturmbann (SS-Nummer 105.013) ein. Anlässlich einer Besichtigung der 2. Frankfurter SS-Standarte im Juni 1934 wählte Himmler Frank als Teilnehmer eines SS-Führeranwärterlehrgangs aus. Ab Oktober bei der SS-Verfügungstruppe in Ellwangen stationiert, wechselte Frank im Frühjahr 1935 zur SS-Junkerschule in Braunschweig. Angeblich wegen eines Wachvergehens wurde er im Herbst des Jahres zur SS-Truppe im KZ Dachau versetzt.
Ab Dezember 1935 war Frank als sogenannter wissenschaftlicher Mitarbeiter für Volkskunde bei der „SS-Schule Haus Wewelsburg“ beschäftigt. In dieser Funktion baute er die „Heimatkundliche Arbeitsstelle“ der SS-Schule auf. Ab Herbst 1936 war er an der Universität Münster in den Fächern Germanistik und Volkskunde eingeschrieben. Zum 1. Mai 1937 trat er der NSDAP bei (Mitgliedsnummer 4.442.198). Im November 1938 legte er in Münster die mündliche Promotionsprüfung ab. Thema der Dissertation waren die Wewelsburger Flurnamen. Anfang 1939 war Frank für mehrere Monate Assistent des Münchner Indogermanisten und wissenschaftlichen Leiters der Forschungsgemeinschaft Deutsches Ahnenerbe, Walther Wüst. Der Aufenthalt in München sollte gleichermaßen der Neuorganisation der Wewelsburger SS-Schule unter dem Dach der SS-Forschungsorganisation „Ahnenerbe“ wie auch der Auswahl neuer Wissenschaftler für die Wewelsburg dienen. Zudem arbeitete Frank an seiner nicht abgeschlossenen Habilitation zum Thema „Der Wald im religiösen Erleben und Brauch des germanischen Menschen“.
Kurz vor Beginn des Zweiten Weltkriegs bat Frank in einem Schreiben an den Leiter der Wewelsburg, Siegfried Taubert, im Kriegsfall bei SS-Verbänden eingesetzt zu werden. Im September 1939 wurde Frank als Zugführer zu den SS-Totenkopfstandarten kommandiert; ab Dezember 1939 war er Adjutant des III. SS-Totenkopf-Infanterie-Ersatz-Bataillons in Breslau. Ab Dezember 1940 hielt sich Frank erneut für mehrere Monate in der Wewelsburg auf und befasste sich mit der Entwicklung der wissenschaftlichen Arbeit der SS-Schule.
Im April 1941 wurde Frank als Ordonnanzoffizier zum späteren Kommandostab Reichsführer SS versetzt. In dieser Funktion führte er ab August das Diensttagebuch des Kommandostabes. Nach dem deutschen Angriff auf die UdSSR bestätigte er im Juli 1941 die richtige Übermittlung eines Befehls Himmlers, der SS-Reitereinheiten „praktisch freie Hand für Massenerschießungen in den Dörfern ihres Einsatzgebietes gab“. Ab November 1941 war Frank Kompanieführer bei der SS-Freiwilligen-Legion Niederlande, die unter anderem bei der Schlacht am Wolchow im Norden der Sowjetunion eingesetzt wurde. Im September 1942 kehrte er als Stabsoffizier zum Kommandostab Reichsführer SS zurück und leitete dort die Abteilung IIa (Adjutantur).
1943 führte Frank zunächst eine SS-Flakabteilung in Ostpreußen; im Sommer des Jahres wechselte er zur SS-Flakabteilung in Obersalzberg. Damit war Frank, der zuletzt den Rang eines SS-Obersturmbannführers innehatte, Kommandant aller SS-Einheiten im Raum Berchtesgaden. Dort soll er bei Kriegsende auf Weisung Adolf Hitlers Reichsmarschall Hermann Göring wegen Hochverrat verhaftet haben.
Anfang Mai 1945 wurde Frank von amerikanischen Truppen in der Nähe des Chiemsees gefangen genommen und gemäß dem automatischen Arrest vom 7. Juli 1945 bis zum 9. Januar 1948 interniert. Das Spruchgericht Recklinghausen verurteilte ihn am 22. Dezember 1947 nur zu einer Geldstrafe von 1.000 Reichsmark. Nach der Freilassung im Januar 1948 arbeitete er als Kaufmann in der Tabakbranche. Ab den 1980er Jahren veröffentlichte er biografisch-historische Bücher sowie Gedichtbände. Eine Autobiographie erschien im Jahr 2006 im rechtsextremen Arndt-Verlag. Im Dezember 2010 wurde der Vorwurf weitreichender Verantwortung Franks für nationalsozialistische Gewaltverbrechen in den Medien diskutiert.
Dem Politologen Markus Moors zufolge ließ sich bis 2011 eine unmittelbare Beteiligung Franks an den Verbrechen der Truppeneinheiten des Kommandostabs Reichsführer SS nicht nachweisen, gleichwohl er bis Mitte November 1941 „über alle Mordaktionen seiner Einheiten zumindest informiert war“. Moors bezeichnet die „stetige Bereitschaft zum Rollenwechsel zwischen weltanschaulicher SS-Forschung und politischem SS-Soldatentum“ als kennzeichnend für Franks Lebensweg in der Zeit des Nationalsozialismus. Aus seiner Funktion in Obersalzberg habe Frank „ein unerschütterliches Bewusstsein eigener historischer Bedeutung“ gezogen; zugleich sei er „bis ins hohe Alter von jeglicher Einsicht in den verbrecherischen Charakter der SS unberührt“ geblieben, so Moors.

## Schriften
- Die Flurnamen der Gemarkung Wewelsburg. Aschendorff, Münster i. Westf. 1943 (Schriften der Volkskundlichen Kommission im Provinzialinstitut für Westfälische Landes- und Volkskunde, Heft 6) (Dissertation an der Universität Münster, 1941.)
- Der Obersalzberg im Mittelpunkt des Weltgeschehens. Eva Braun, Adolf Hitler und das brennende Berlin. Plenk, Berchtesgaden 1991 (2. veränderte Auflage ebenda, 1995). ISBN 3-922590-65-9.
- Als Hitlers Kommandant. Von der Wewelsburg zum Berghof. Arndt-Verlag, Kiel 2006. ISBN 3-887410-87-4. (Autobiographie)